# Relationer mellan Antigua och Barbuda och Finland
Relationer mellan Antigua och Barbuda och Finland började på diplomatisk nivå 26 september 2008. Finland erkände Antigua och Barbuda redan 27 november 1981. Finland har ingen beskickning i Antigua och Barbuda.